# Борго Валентини (Венеција)
Борго Валентини (итал. Borgo Valentini) је насеље у Италији у округу Венеција, региону Венето.
Према процени из 2011. у насељу је живело 89 становника. Насеље се налази на надморској висини од 8 м.